# Pseudojuloides
Pseudojuloides es un género de peces de la familia de los Labridae y del orden de los Perciformes.

## Especies
Existen 11 especies de este género, de acuerdo con FishBase:
- Pseudojuloides argyreogaster  (Günther, 1867)
- Pseudojuloides atavai  Randall & Randall, 1981
- Pseudojuloides cerasinus  (Snyder, 1904)
- Pseudojuloides elongatus  Ayling & Russell, 1977
- Pseudojuloides erythrops  Randall & Randall, 1981
- Pseudojuloides inornatus  (Gilbert, 1890)
- Pseudojuloides kaleidos  Kuiter & Randall, 1995
- Pseudojuloides mesostigma  Randall & Randall, 1981
- Pseudojuloides pyrius  Randall & Randall, 1981
- Pseudojuloides severnsi  Bellwood & Randall, 2000[3]
- Pseudojuloides xanthomos  Randall & Randall, 1981